# Andrés Stagnaro
Andrés Stagnaro (Buenos Aires, 19 novembre 1907 – ...) è stato un calciatore argentino naturalizzato italiano, di ruolo centrocampista.

## Caratteristiche tecniche
Era un centromediano.

## Carriera
Si mette in luce come uno dei migliori giocatori del campionato argentino, tanto che la notizia della sua cessione alla Roma provocò una sommossa fra i sostenitori del Racing. Nella sua prima stagione a Roma risultò inizialmente chiuso da Fulvio Bernardini, mentre fu costretto a saltare quasi tutta la seconda a causa di un infortunio. Soffrì molto questa situazione e fu probabilmente lui a condizionare i compagni argentini Guaita e Scopelli e a convincerli a scappare dall'Italia per evitare di prestare servizio militare.

## Palmarès

### Club

#### Competizioni nazionali
- Copa de Honor Adrián Beccar Varela: 1

Racing: 1932
- Copa de Competencia Liga Argentina: 1

Racing: 1933